# Psilotaceae
Psilotaceae é uma família composta por dois gêneros, Psilotum e Tmesipteris, de plantas semelhantes a fetos. Devido à grande diferença entre os dois gêneros, propôs-se que fosse criada uma família para o gênero Tmesipteris, Tmesipteridaceae, mas a maioria das classificações continuam a tratá-lo na família Psilotaceae. O gênero Psilotum consiste de pequenas plantas arbustivas existentes em regiões tropicais secas, com folhas escamiformes e sem nervuras, com sinângio trilocular na base do esporófilo. O outro gênero, Tmesipteris, é uma epífita presente na Austrália, Nova Zelândia e Nova Caledônia, que apresenta folhas lanceoladas, com uma nervura, sinângio bilocular e bifurcação no esporofilo.
São plantas epífitas, terrestres ou rupículas, que não apresentam raízes verdadeiras ou folhas, sendo ancoradas por rizóides. Possui rizoma reptante, que pode ser dicotômico ou lateralmente ramificado, e estes podem conter rizóides ou micorrizas endofíticas associadas, que auxiliam na absorção de nutrientes pelos esporos. Seus ramos aéreos podem ser eretos ou pendentes, podendo apresentar as seguintes morfologias: simples, ramificado dicotomicamente, complanados ou sulcados. As folhas possuem nervura única ou ausência da mesma, e apresentam filotaxia espiralada ou dística. Apresentam alternância de gerações, sendo o esporófito a fase dominante. Apresentam esporófilos bífidos, e seus esporângios são do tipo eusporângio, contendo um tapete para alimentar os esporos em desenvolvimento. São homosporados e seus esporângios se fundem (2 ou 3) e formam um sinângio. É caracterizada pela presença de esporos numerosos, reniformes e monoletes. Apresenta gametófito carnoso, ramificado e alongado, que fica subterrâneo. A simplicidade estrutural dessas plantas (o que as diferencia superficialmente de samambaias) é provavelmente uma adaptação ao ambiente terrestre, para evitar o estresse hídrico.
A família Psilotaceae possui dois gêneros: Psilotum, com 2 espécies e Tmesipteris, com 18 espécies, sendo este o mais diversificado dentre os gêneros.

###### GêneroPsilotum(2 spp.)
- P. nudum;
- P. complanatum.

###### GêneroTmesipteris(18 spp.)
- T. tannensis;
- T. lanceolata;
- T. elongata;
- T. sigmatifolia;
- T. vieillardii;
- T. truncata;
- T. parva;
- T. ovata;
- T. solomonensis;
- T. zamorarum;
- T. vanuatensis;
- T. gracilis;
- T. horomaka;
- T. norfolkensis;
- T. obliqua;
- T. oblongifolia;
- T. vanuatensis;
- T. zamorarum.

Não se sabe com certeza as relações das Psilotaceae, já que estas plantas não possuem raízes ou folhas verdadeiras. Mesmo com registro fóssil de Psilotaceae escasso, elas eram consideradas próximas às plantas vasculares primitivas devido a semelhanças morfológicas com fósseis antigos de plantas simples. Mas estudos recentes baseados em marcadores moleculares, químicos e caracteres morfológicos e estruturais dos anterozóides sugerem uma relação com as samambaias, sendo grupo irmão de Ophioglossaceae.
No Brasil, ocorre apenas o gênero Psilotum, com apenas uma espécie, Psilotum nudum, mas não é uma espécie endêmica do Brasil. Os estados de ocorrência incluem o Norte (Acre, Amazonas, Pará, Rondônia, Tocantins); Nordeste (Bahia, Ceará, Maranhão, Paraíba, Pernambuco, Sergipe); Centro-Oeste (Distrito Federal, Goiás, Mato Grosso do Sul, Mato Grosso); Sudeste (Espírito Santo, Minas Gerais, Rio de Janeiro, São Paulo); e Sul (Paraná, Rio Grande do Sul, Santa Catarina); e lhas Oceânicas (Trindade).